# Liste der Nummer-eins-Hits in Argentinien (2025)
Diese Liste der Nummer-eins-Hits in Argentinien 2025 basiert auf den offiziellen Chartlisten der Cámara Argentina de Productores de Fonogramas y Videogramas (CAPIF), der argentinischen Landesgruppe der IFPI.

## Singles
| ← 2024 ← | Liste der Nummer-eins-Hits in Argentinien | Liste der Nummer-eins-Hits in Argentinien          | Liste der Nummer-eins-Hits in Argentinien |                           |
| \| Zeitraum \| Wo. ges. \| Interpret \| Titel Autor(en) \| Zusätzliche Informationen \| \| (Zeitraum, Wochen auf Platz eins, Interpret, Titel, Autor[en], zusätzliche Informationen) \| \| \| \| \| \| ----------------------------------------------------------------------------------------- \| -------- \| -------------------------------------------------- \| ------------------------------------------------------------------------------------------------------------------------------------------------------------------------------------------------------------------------- \| ------------------------- \| \| 20. Dezember 2024 – 9. Januar 2025 3 Wochen (insgesamt 11) \| 11 \| La T y La M feat. Malandro \| Amor de vago Tobias Medrano, Matías Ezequiel Mansilla \| – \| \| 10. Januar 2025 – 23. Januar 2025 2 Wochen \| 2 \| Bad Bunny \| DTMF Benito Antonio Martínez Ocasio, Marco Daniel Borrero \| – \| \| 24. Januar 2025 – 20. März 2025 8 Wochen (insgesamt 11) \| 11 \| La T y La M feat. Malandro \| Amor de vago Tobias Medrano, Matías Ezequiel Mansilla \| – \| \| 21. März 2025 – 27. März 2025 1 Woche \| 1 \| Cazzu \| Con otra Julieta Emilia Cazzuchelli, Nicolás José Cotton \| – \| \| 28. März 2025 – 17. April 2025 3 Wochen \| 3 \| Emilia feat. Tini & Nicki Nicole \| Blackout Mauricio Rengifo, Andrés Torres Torres, Nicole Denise Cucco, Mauro Ezequiel Lombardo, María Emilia Mernes Rueda, Daniel Ismael Real, Enzo Ezequiel Sauthier, Martina Alejandra Stoessel Muzlera, Francisco Zecca \| – \| \| 18. April 2025 – 8. Mai 2025 3 Wochen (insgesamt 4) \| 4 \| W Sound feat. Beéle & Ovy on the Drums \| La plena – W Sound 05 Brandon De Jesús López Orozco, Cristian Andrés Salazar, Daniel Echavarría Oviedo, Diego León Vélez Márquez \| – \| \| 9. Mai 2025 – 5. Juni 2025 4 Wochen \| 4 \| María Becerra & Paulo Londra \| Ramen para dos María de los Ángeles Becerra, Paulo Ezequiel Londra Farias, Francisco Xavier Rosero Moreira \| – \| \| 6. Juni 2025 – 12. Juni 2025 1 Woche (insgesamt 4) \| 4 \| W Sound feat. Beéle & Ovy on the Drums \| La plena – W Sound 05 Brandon De Jesús López Orozco, Cristian Andrés Salazar, Daniel Echavarría Oviedo, Diego León Vélez Márquez \| – \| \| 13. Juni 2025 – 24. Juli 2025 6 Wochen \| 6 \| Roze Oficial part. Max Carra & Valen (prod. Ramky) \| Tu jardín con enanitos Ramón Melendi Espina \| – \| \| 25. Juli 2025 – 14. August 2025 3 Wochen \| 3 \| Miranda! \| Tu misterioso alguien Alejandro Gustavo Sergi Galante \| – \| |                                           |                                                    | |                           |
| ← 2024 |                                           |                                                    | |                           |
| Zeitraum | Wo. ges.                                  | Interpret                                          | Titel Autor(en) | Zusätzliche Informationen |
| (Zeitraum, Wochen auf Platz eins, Interpret, Titel, Autor[en], zusätzliche Informationen) |                                           |                                                    | |                           |
| 20. Dezember 2024 – 9. Januar 2025 3 Wochen (insgesamt 11) | 11                                        | La T y La M feat. Malandro                         | Amor de vago Tobias Medrano, Matías Ezequiel Mansilla | –                         |
| 10. Januar 2025 – 23. Januar 2025 2 Wochen | 2                                         | Bad Bunny                                          | DTMF Benito Antonio Martínez Ocasio, Marco Daniel Borrero | –                         |
| 24. Januar 2025 – 20. März 2025 8 Wochen (insgesamt 11) | 11                                        | La T y La M feat. Malandro                         | Amor de vago Tobias Medrano, Matías Ezequiel Mansilla | –                         |
| 21. März 2025 – 27. März 2025 1 Woche | 1                                         | Cazzu                                              | Con otra Julieta Emilia Cazzuchelli, Nicolás José Cotton | –                         |
| 28. März 2025 – 17. April 2025 3 Wochen | 3                                         | Emilia feat. Tini & Nicki Nicole                   | Blackout Mauricio Rengifo, Andrés Torres Torres, Nicole Denise Cucco, Mauro Ezequiel Lombardo, María Emilia Mernes Rueda, Daniel Ismael Real, Enzo Ezequiel Sauthier, Martina Alejandra Stoessel Muzlera, Francisco Zecca | –                         |
| 18. April 2025 – 8. Mai 2025 3 Wochen (insgesamt 4) | 4                                         | W Sound feat. Beéle & Ovy on the Drums             | La plena – W Sound 05 Brandon De Jesús López Orozco, Cristian Andrés Salazar, Daniel Echavarría Oviedo, Diego León Vélez Márquez                                                                                          | –                         |
| 9. Mai 2025 – 5. Juni 2025 4 Wochen | 4                                         | María Becerra & Paulo Londra                       | Ramen para dos María de los Ángeles Becerra, Paulo Ezequiel Londra Farias, Francisco Xavier Rosero Moreira | –                         |
| 6. Juni 2025 – 12. Juni 2025 1 Woche (insgesamt 4) | 4                                         | W Sound feat. Beéle & Ovy on the Drums             | La plena – W Sound 05 Brandon De Jesús López Orozco, Cristian Andrés Salazar, Daniel Echavarría Oviedo, Diego León Vélez Márquez                                                                                          | –                         |
| 13. Juni 2025 – 24. Juli 2025 6 Wochen | 6                                         | Roze Oficial part. Max Carra & Valen (prod. Ramky) | Tu jardín con enanitos Ramón Melendi Espina | –                         |
| 25. Juli 2025 – 14. August 2025 3 Wochen | 3                                         | Miranda!                                           | Tu misterioso alguien Alejandro Gustavo Sergi Galante | –                         |